# Jelisaweta Alexejewna Popowa
Jelisaweta Alexejewna Popowa (russisch Елизаве́та Алексеевна Попова, englische Transkription in UN-Dokumenten Elisaveta Alexeevna Popova) war eine russische Diplomatin  bei den Vereinten Nationen in der Mitte des 20. Jahrhunderts.

## Bedeutung
Jelisaweta Alexejewna Popowa war Juristin und Gewerkschafterin und wurde 1947 als Vertreterin ihres Landes Gründungsmitglied in der UN-Frauenrechtskommission, die einen wesentlichen Beitrag zur Formulierung der UN-Menschenrechtscharta leistete. In den Diskussionen des Gremiums spiegelten sich auch die ideologischen Diskussionen des Kalten Krieges wider. Popowa vertrat die Ansicht, dass in den sozialistisch regierten Ländern die Rechte von Frauen bereits wesentlich besser realisiert seien als im Kapitalismus, was die Vertreterinnen westlicher Staaten naturgemäß anders sahen.

## Weiterführende Literatur
- Morsink, Johannes: Women's Rights in the Universal Declaration. Human Rights Quarterly. 13 (2): 249, 1991
- Gaer, Felice: Women, international law and international institutions: The case of the United Nations, Women's Studies International Forum. 32 (1): 61, 2009
- Pietilä, Hilkka: The unfinished story of women and the United Nations, United Nations Non-governmental Liaison Service, New York, 2007